# Mickael David
Mickael David (* 16. Februar 1983) ist ein ehemaliger französischer Snowboarder. Er startete im Snowboardcross und in den Paralleldisziplinen.

## Werdegang
David trat international erstmals bei den Juniorenweltmeisterschaften 2000 in Berchtesgaden in Erscheinung. Dort belegte er den 22. Platz im Parallel-Riesenslalom und den sechsten Rang im Parallelslalom. Im folgenden Jahr errang er bei den Juniorenweltmeisterschaften in Nassfeld den 27. Platz im Parallelslalom und den 20. Platz im Parallel-Riesenslalom. In der Saison 2001/02 gab er in Tignes sein Debüt im Snowboard-Weltcup, wobei er den 40. Platz im Snowboardcross belegte und kam bei den Juniorenweltmeisterschaften 2002 in Rovaniemi auf den 36. Platz im Parallel-Riesenslalom sowie auf den sechsten Rang im Snowboardcross. In der folgenden Saison erreichte er im Snowboardcross mit zweiten Plätzen in Berchtesgaden und in Bad Gastein sowie Platz drei in Innichen seine einzigen Podestplatzierungen im Weltcup. Bei den Juniorenweltmeisterschaften 2003 in Prato Nevoso fuhr er auf den 34. Platz im Parallel-Riesenslalom und auf den fünften Rang im Snowboardcross. Zum Saisonende errang er mit Platz drei im Snowboardcross-Weltcup sein bestes Gesamtergebnis. In den folgenden Jahren belegte er im Weltcup ausschließlich Platzierungen außerhalb der ersten Zehn. Bei der Winter-Universiade 2005 in Seefeld in Tirol errang er den 35. Platz im Parallel-Riesenslalom. Seinen 29. und damit letzten Weltcup absolvierte er im Januar 2006 in Bad Gastein, welchen er auf dem 58. Platz im Snowboardcross beendete.

## Weltcup-Gesamtplatzierungen
| Saison  | Gesamt | Gesamt | Snowboardcross | Snowboardcross |
| Saison  | Punkte | Platz  | Punkte         | Platz          |
| ------- | ------ | ------ | -------------- | -------------- |
| 2001/02 | -      | -      | 11             | 110            |
| 2002/03 | -      | -      | 2960           | 3.             |
| 2003/04 | -      | -      | 216            | 50.            |
| 2004/05 | -      | -      | 185            | 50.            |
| 2005/06 | 49     | 276.   | 49             | 60.            |